# Cryptobacterium
Cryptobacterium es un género de bacterias grampositivas de la familia Eggerthellaceae. Actualmente contiene una sola especie: Cryptobacterium curtum. Fue descrito en el año 1999. Su etimología hace referencia a bacteria oculta. El nombre de la especie hace referencia a corto. Es anaerobia estricta e inmóvil. Crece de forma individual o en agrupaciones. Catalasa negativa. Forma colonias circulares, convexas y traslúcidas en agar BHI-sangre. Tiene un genoma de 1,6 Mpb y un contenido de G+C de 50%. Se ha aislado del surco periodontal de un humano con periodontitis. 